# ولسوالی چهارآسیاب
ولسوالی چهارآسیاب در حدود ۱۱ کیلومتری (۷ مایلی) جنوب شهر کابل و در بخش جنوبی ولایت کابل افغانستان با جمعیت نزدیک به ۳۲٬۵۰۰ نفر که اکثریت پشتون‌ها و پس از آن تاجیک‌ها و همچنین چند هزاره‌ها هستند. است. مرکز این ولسوالی قلعۀ نعیم می‌باشد.

## منبع‌ها
1. ↑  برآورد رسمی کمیساریای عالی سازمان ملل برای پناهندگان در سال ۲۰۰۲
2. ↑  «Wayback Machine» (PDF). web.archive.org. بایگانی‌شده از اصلی (PDF) در ۷ اكتبر ۲۰۰۶. دریافت‌شده در 2023-11-08. تاریخ وارد شده در |archive-date= را بررسی کنید (کمک)

- مشارکت‌کنندگان ویکی‌پدیا. «Kabul Province». در دانشنامهٔ ویکی‌پدیای انگلیسی، بازبینی‌شده در ۱۲ اسفند ۱۳۹۰ خورشیدی.